# Giovanni Nerbini
Giovanni Nerbini (ur. 2 czerwca 1954 w Figline Valdarno) – włoski duchowny rzymskokatolicki, od 2019 biskup Prato.

## Życiorys
Święcenia kapłańskie przyjął 22 kwietnia 1995 i został inkardynowany do diecezji Fiesole. Przez dwadzieścia lat pracował jako duszpasterz parafialny. W 2015 mianowany wikariuszem generalnym diecezji.
15 maja 2019 papież Franciszek mianował go biskupem diecezji Prato. Sakry udzielił mu 30 czerwca 2019 kardynał Giuseppe Betori.